# Подлец (рассказ)
«Подлец» — рассказ Владимира Набокова, относящийся к русскому периоду его творчества. Был написан в 1927 году, впервые опубликован в 1929 году в составе авторского сборника «Возвращение Чорба».

## Сюжет
Действие рассказа происходит в Берлине. Главный герой — русский эмигрант по имени Антон Петрович, преуспевающий служащий, неуклюжий и трусливый человек. Он узнаёт, что жена изменяет ему с его старым знакомым Бергом — физически крепким и уверенным в себе мужчиной, в прошлом офицером Добровольческой армии, на счету которого более 500 убитых «красных». Антон Петрович выгоняет жену из дома и неожиданно для себя самого вызывает Берга на дуэль. Осознав последствия своего поступка, он начинает надеяться, что поединок не состоится по не зависящим от него причинам. Однако секунданты привозят героя к месту дуэли, в отдалённый парк, и в последний момент он сбегает. В финале рассказа Антон Петрович сидит в номере дешёвой берлинской гостиницы, думая о том, что нужно уезжать из города и начинать новую жизнь. Впереди его ждёт только позор.
В последних абзацах Набоков описывает возвращение Антона Петровича домой. Секунданты рассказывают герою, что его репутация вне опасности, так как Берг струсил и не явился на дуэль, а жена просит у него прощения. Однако в этом случае писатель применяет приём «ложной фабулы»: Антон Петрович только представляет такой исход и сам понимает, что это несбыточная мечта. Он заказывает в номер бутерброд с ветчиной и жадно ест его, замарав салом лицо и руки. С событийной точки зрения рассказ остаётся незавершённым, но при этом характер главного героя раскрыт полностью.

## Создание и оценки
«Подлец» был написан в августе — сентябре 1927 года. В отличие от большинства рассказов Набокова, он не публиковался в периодике. В 1929 году автор включил его в сборник «Возвращение Чорба».
Литературоведы отмечают, что автор в этом рассказе развенчивает институт дуэли, явным образом полемизируя с русской литературной традицией. Такая позиция Набокова могла быть связана с историей его семьи: в 1911 году отец писателя, критиковавший дуэли, был вынужден направить вызов сначала журналисту, а потом редактору газеты, отстаивая честь жены. В тексте «Подлеца» упоминается «Евгений Онегин», содержатся отсылки к повести Пушкина «Выстрел» и к «Герою нашего времени» Лермонтова. Центральный персонаж, по-видимому, неслучайно получил то же имя и те же инициалы, какие были у Чехова — автора повести «Дуэль». Набоков выстраивает повествование в антиромантическом духе: инициатором дуэли оказывается трус, брошенная им перчатка падает в кувшин с водой, позже Антона Петровича рвёт прямо на ковёр. Возможно, из-за всех этих подробностей периодические издания русских эмигрантов отказались публиковать рассказ.
Один из первых рецензентов сборника «Возвращение Чорба» Н. Андреев был озадачен финалом «Подлеца». По его словам, в этом рассказе, «интересном не менее других вещей сборника, проскальзывает недобрая усмешка в финале, как-то не вяжущаяся с общим обликом книги». С. Карлинский назвал «Подлеца» «наиболее чеховским из рассказов Набокова», М. Шраер признал «чеховским» финал. Биограф писателя Брайан Бойд охарактеризовал «Подлеца» как «самый длинный и самый лучший» рассказ писателя из созданных в 1920-х годах.